# Georg von der Gabelentz (Schriftsteller)

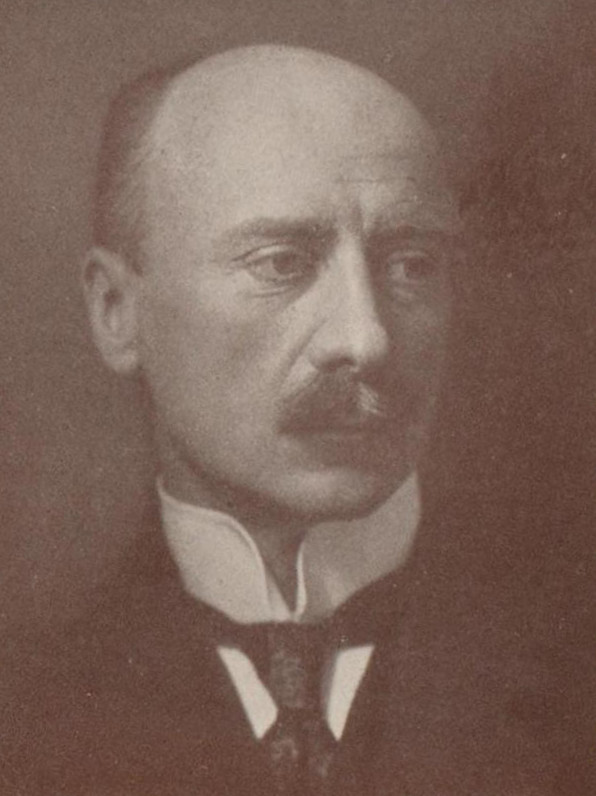
Georg von der Gabelentz

Georg von der Gabelentz (* 1. März 1868 in Lemnitz; † 10. September 1940 in Münchenbernsdorf) war ein deutscher Unterhaltungsschriftsteller.

## Leben
Er stammte aus dem Adelsgeschlecht von der Gabelentz und wurde auf dem Rittergut Lemnitz geboren. Seine Eltern waren Hans Albert von der Gabelentz (* 14. November 1834; † 5. März 1892)  (seit 1859 Gabelentz-Linsingen) und dessen Ehefrau Margaretha von Carlowitz (* 8. Mai 1844). Er war der ältere Bruder des Kunsthistorikers Hans von der Gabelentz.
Gabelentz studierte nach seinem Abitur in Lausanne und Leipzig, entschloss sich dann aber zu einer militärischen Laufbahn. 1892 war er Kulturattaché an der deutschen Botschaft in Rom. 1907 nahm er seinen Abschied, damals im Rang eines Majors. Während des Ersten Weltkriegs reaktiviert, diente er als Adjutant im Kriegsministerium. Nach 1918 war er zwei Jahre lang stellvertretender Generaldirektor am Sächsischen Landestheater in Leipzig. Außerdem war 1894 sein Vater verstorben und Gabelentz war seitdem Verwalter des Erbguts der Familie bei Gera. Ab 1904 veröffentlichte er zahlreiche Romane und Erzählungen, die aber von der Kritik in das Reich der Kolportage verwiesen wurden.
Gabelentz heiratete am 17. November 1894 Martha Mary von Loewis of Menar (* 27. Oktober 1871). Das Paar hatte mehrere Kinder:
- Hans Albert Richard Georg Dietrich (* 9. September 1895)
- Wolf Dietrich Arnold (* 30. Juni 1897)

## Werke
- 1904: Das weiße Tier. Novellen
- 1905: Verflogene Vögel. Novellen. Neuausgabe Hofenberg, Berlin 2022, ISBN 978-3-7437-4308-3.
- 1905: Das Glück der Jahnings. Roman
- 1907: Gewalten der Liebe. Novellen
- 1908: Um eine Krone. Roman
- 1911: Judas. Drama in drei Akten
- 1911: Tage des Teufels. Erzählungen
- 1917: Von Heiligen und Sündern. Erzählungen. Neuausgabe Hofenberg, Berlin 2020, ISBN 978-3-7437-3847-8.
- 1920: Die Verführerin. Roman
- 1923: Geschehen aus jener anderen Welt. Erzählungen
- 1924: Die Nacht des Inquisitors. Mit 10 Radierungen von Max Schenke
- 1925: Masken Satans. Roman
- 1927: Der Topf der Maulwürfe
- 1929: Das Rätsel Choriander. Roman
- 1931: Das Teufelsei
- 1941: In Memoriam. Gedichte und Sprüche. Herausgegeben von Hans v. Gabelentz